# Šaš (Sunja)
Šaš is een plaats in de gemeente Sunja in de Kroatische provincie Sisak-Moslavina. De plaats telt 394 inwoners (2001).